# 馬修·貝恩頓
馬修·貝恩頓（Mathew Baynton，1980年11月18日—）是一位英國演員、作家、喜劇演員、歌手、音樂人。他是情景喜劇誤打誤撞的主演和編劇之一。貝恩頓出生在濱海紹森德，是家中三男中的幼子。